# 易卜拉欣贝克

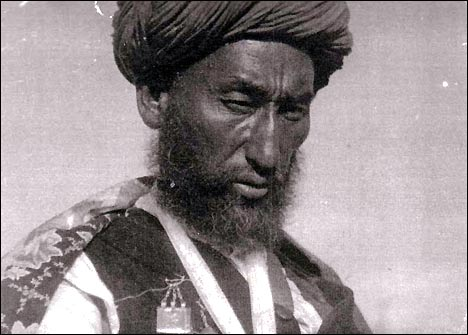
易卜拉欣贝克

易卜拉欣贝克（1889年—1931年8月31日），中亞布哈拉烏茲別克族出身的巴斯玛奇运动領導人。
在1920年代，他在埃米爾穆罕默德·阿里木被蘇聯推翻後進行反俄游擊活動，在1925年伏龍芝指揮紅軍打敗易卜拉欣贝克並宣佈他受英國情報部門資助。
他最終被迫向南逃往阿富汗，在這里他與另一巴斯瑪奇領導人法扎里帶領一些人跨境襲擊回新成立的塔吉克蘇維埃社會主義共和國，但被當地村民抓獲出賣，在1931年被蘇聯處決，到1931年年中他的巴斯瑪奇已經基本上被紅軍擊敗。

## 延伸閱讀
Павел Густерин. История Ибрагим-бека. Басмачество одного курбаши с его слов. — Саарбрюккен: LAP LAMBERT Academic Publishing, 2014. — 60 с. — ISBN 978-3-659-13813-3.